# Clathria inanchorata
Clathria inanchorata är en svampdjursart som beskrevs av Ridley och Arthur Dendy 1886. Clathria inanchorata ingår i släktet Clathria och familjen Microcionidae. Inga underarter finns listade i Catalogue of Life.